# Конопка, Ян
Ян Конопка (пол. Jan Konopka; 1777—1814) — французский генерал польского происхождения, участник похода в Россию в 1812 году.

## Биография
Родился в 1777 году под Слонимом в Великом княжестве Литовском.
В 1792 году сражался против русских войск в рядах 6-й Бригады национальной кавалерии (2-й Украинской) в чине подпоручика, в 1794 году в чине поручика принимал участие в восстании Костюшко. После подавления восстания Конопка эмигрировал во Францию и записался добровольцем во французскую армию.
В 1797 году Конопка в чине капитана сражался в рядах Итальянской армии Наполеона и за отличие был произведён в майоры.
В кампании 1806—1807 годов Конопка сражался под Фридландом и за отличие был награждён орденом Почётного легиона.
В кампании на Пиренейском полуострове Конопка был в сражениях при Сьюдад-Родриго (в 1810 году) и особенно отличился он в битве при Бадахосе (в 1811 году), где атакой польских улан против трёх английских полков, обошедших левое крыло французской армии, склонил победу на сторону французов. За боевые отличия он был произведён в бригадные генералы и пожалован баронским достоинством Французской империи.
В 1812 году Конопка сформировал на территории бывшего Великого Княжества Литовского Второй гвардейский полк легкой кавалерии французской армии. Под Слонимом его полк подвергся неожиданному нападению отряда русского генерала Чаплица и был разгромлен, сам Конопка в бою был ранен и захвачен в плен русским генералом Дячкиным. Содержался в Херсоне под надзором полиции.
По окончании войны Шестой коалиции Конопке было предложено возглавить 1-ю конную бригаду Царства Польского, но он отказался и вернулся в Польшу как частное лицо.
Скончался 12 декабря 1814 года в Варшаве.
Его сестра Юлия двумя годами ранее вышла замуж за русского сановника Д. П. Татищева.